# 小行星9932
小行星9932（英語：9932 Kopylov）是一颗围绕太阳公转的小行星。1985年8月23日，尼古拉·切爾尼赫在纳昂切尼奇发现了此天体。
这颗小行星的绝对星等为307.12615等。